# Villa Hoogerwerf
Villa Hoogerwerf aan de Wilhelminalaan 5 is een rijksmonument in Baarn in de provincie Utrecht. Het huis staat in het Wilhelminapark dat onderdeel is van  rijksbeschermd dorpsgezicht Prins Hendrikpark e.o.
De villa in een mengeling van Engelse landschapsstijl en jugendstil is in 1905 ontworpen door de Amsterdamse architect H.G. Janssen die ook mede-ontwerper was van 'Hotel Americain' in Amsterdam. Het huis is gebouwd voor moeder en dochter Hemmen Kirchner-Meursing en Meursing. De naam Hoogerwerf staat in een tegeltableau aan de gevel. In het huis zit een zeer zeldzame hydraulische lift uit het begin van de twintigste eeuw.